# 16. etape af Giro d'Italia 2024
16. etape af Giro d'Italia 2024 var en 118,4 km lang bjergetape med en samlet stigning på 2.151 m. Den blev kørt den 21. maj 2024 med start i Laas og mål i Santa Cristina Valgardena. Etapen blev kørt dagen efter løbets anden og sidste hviledag.

## Resultater

### Etaperesultat
| \| Etaperesultat \| Etaperesultat \| Etaperesultat \| Etaperesultat \| Etaperesultat \| \| Rytter \| Rytter \| Hold \| Tid \| \| \| ------------- \| ---------------------- \| ----------------------------- \| ------------- \| ------------- \| \| 1. \| Tadej Pogačar \| UAE Team Emirates \| 2t 49' 37" \| \| \| 2. \| Giulio Pellizzari \| VF Group-Bardiani CSF-Faizanè \| + 16" \| \| \| 3. \| Daniel Martínez \| Bora-Hansgrohe \| + 16" \| \| \| 4. \| Cristian Scaroni \| Astana Qazaqstan Team \| + 31" \| \| \| 5. \| Antonio Tiberi \| Bahrain Victorious \| + 33" \| \| \| 6. \| Thymen Arensman \| Ineos Grenadiers \| + 38" \| \| \| 7. \| Damiano Caruso \| Bahrain Victorious \| + 39" \| \| \| 8. \| Michael Storer \| Tudor Pro Cycling Team \| + 42" \| \| \| 9. \| Ewen Costiou \| Arkéa-B&B Hotels \| + 42" \| \| \| 10. \| Valentin Paret-Peintre \| Decathlon-AG2R La Mondiale \| + 45" \| \| |                        |                               |            |
| |                        |                               |            |
| Kilder: ProCyclingStats Cycling Quotient |                        |                               |            |
| Etaperesultat |                        |                               |            |
| Rytter | Rytter                 | Hold                          | Tid        |
| 1. | Tadej Pogačar          | UAE Team Emirates             | 2t 49' 37" |
| 2. | Giulio Pellizzari      | VF Group-Bardiani CSF-Faizanè | + 16"      |
| 3. | Daniel Martínez        | Bora-Hansgrohe                | + 16"      |
| 4. | Cristian Scaroni       | Astana Qazaqstan Team         | + 31"      |
| 5. | Antonio Tiberi         | Bahrain Victorious            | + 33"      |
| 6. | Thymen Arensman        | Ineos Grenadiers              | + 38"      |
| 7. | Damiano Caruso         | Bahrain Victorious            | + 39"      |
| 8. | Michael Storer         | Tudor Pro Cycling Team        | + 42"      |
| 9. | Ewen Costiou           | Arkéa-B&B Hotels              | + 42"      |
| 10. | Valentin Paret-Peintre | Decathlon-AG2R La Mondiale    | + 45"      |

### Klassement efter etapen
| \| Samlede stilling \| Samlede stilling \| Samlede stilling \| Samlede stilling \| Samlede stilling \| \| Rytter \| Rytter \| Hold \| Tid \| \| \| ---------------- \| ---------------- \| -------------------------- \| ---------------- \| ---------------- \| \| 1. \| Tadej Pogačar \| UAE Team Emirates \| 59t 01' 09" \| \| \| 2. \| Daniel Martínez \| Bora-Hansgrohe \| + 7' 18" \| \| \| 3. \| Geraint Thomas \| Ineos Grenadiers \| + 7' 40" \| \| \| 4. \| Ben O'Connor \| Decathlon-AG2R La Mondiale \| + 8' 42" \| \| \| 5. \| Antonio Tiberi \| Bahrain Victorious \| + 10' 09" \| \| \| 6. \| Thymen Arensman \| Ineos Grenadiers \| + 10' 33" \| \| \| 7. \| Romain Bardet \| Team dsm-firmenich PostNL \| + 12' 18" \| \| \| 8. \| Filippo Zana \| Team Jayco AlUla \| + 12' 43" \| \| \| 9. \| Einer Rubio \| Movistar Team \| + 13' 09" \| \| \| 10. \| Jan Hirt \| Soudal Quick-Step \| + 14' 07" \| \| |                 |                            |             |
| |                 |                            |             |
| Kilder: ProCyclingStats Cycling Quotient |                 |                            |             |
| Samlede stilling |                 |                            |             |
| Rytter | Rytter          | Hold                       | Tid         |
| 1. | Tadej Pogačar   | UAE Team Emirates          | 59t 01' 09" |
| 2. | Daniel Martínez | Bora-Hansgrohe             | + 7' 18"    |
| 3. | Geraint Thomas  | Ineos Grenadiers           | + 7' 40"    |
| 4. | Ben O'Connor    | Decathlon-AG2R La Mondiale | + 8' 42"    |
| 5. | Antonio Tiberi  | Bahrain Victorious         | + 10' 09"   |
| 6. | Thymen Arensman | Ineos Grenadiers           | + 10' 33"   |
| 7. | Romain Bardet   | Team dsm-firmenich PostNL  | + 12' 18"   |
| 8. | Filippo Zana    | Team Jayco AlUla           | + 12' 43"   |
| 9. | Einer Rubio     | Movistar Team              | + 13' 09"   |
| 10. | Jan Hirt        | Soudal Quick-Step          | + 14' 07"   |

#### Pointkonkurrencen
| Pointkonkurrence | Pointkonkurrence   | Pointkonkurrence              | Pointkonkurrence | Pointkonkurrence |
| Rytter           | Rytter             | Hold                          | Point            |                  |
| ---------------- | ------------------ | ----------------------------- | ---------------- | ---------------- |
| 1.               | Jonathan Milan     | Lidl-Trek                     | 284 point        |                  |
| 2.               | Kaden Groves       | Alpecin-Deceuninck            | 175 point        |                  |
| 3.               | Tadej Pogačar      | UAE Team Emirates             | 99 point         |                  |
| 4.               | Julian Alaphilippe | Soudal Quick-Step             | 99 point         |                  |
| 5.               | Filippo Fiorelli   | VF Group-Bardiani CSF-Faizanè | 98 point         |                  |
| 6.               | Tim Merlier        | Soudal Quick-Step             | 93 point         |                  |
| 7.               | Andrea Pietrobon   | Team Polti Kometa             | 91 point         |                  |
| 8.               | Jhonatan Narváez   | Ineos Grenadiers              | 63 point         |                  |
| 9.               | Mirco Maestri      | Team Polti Kometa             | 58 point         |                  |
| 10.              | Sebastián Molano   | UAE Team Emirates             | 54 point         |                  |

#### Bjergkonkurrencen
| Bjergkonkurrence | Bjergkonkurrence       | Bjergkonkurrence              | Bjergkonkurrence | Bjergkonkurrence |
| Rytter           | Rytter                 | Hold                          | Point            |                  |
| ---------------- | ---------------------- | ----------------------------- | ---------------- | ---------------- |
| 1.               | Tadej Pogačar          | UAE Team Emirates             | 200 point        |                  |
| 2.               | Cristian Scaroni       | Astana Qazaqstan Team         | 86 point         |                  |
| 3.               | Simon Geschke          | Cofidis                       | 78 point         |                  |
| 4.               | Daniel Martínez        | Bora-Hansgrohe                | 66 point         |                  |
| 5.               | Nairo Quintana         | Movistar Team                 | 65 point         |                  |
| 6.               | Giulio Pellizzari      | VF Group-Bardiani CSF-Faizanè | 56 point         |                  |
| 7.               | Valentin Paret-Peintre | Decathlon-AG2R La Mondiale    | 55 point         |                  |
| 8.               | Julian Alaphilippe     | Soudal Quick-Step             | 53 point         |                  |
| 9.               | Romain Bardet          | Team dsm-firmenich PostNL     | 45 point         |                  |
| 10.              | Georg Steinhauser      | EF Education-EasyPost         | 42 point         |                  |

#### Ungdomskonkurrencen
| Ungdomskonkurrence | Ungdomskonkurrence     | Ungdomskonkurrence         | Ungdomskonkurrence | Ungdomskonkurrence |
| Rytter             | Rytter                 | Hold                       | Tid                |                    |
| ------------------ | ---------------------- | -------------------------- | ------------------ | ------------------ |
| 1.                 | Antonio Tiberi         | Bahrain Victorious         | 59t 11' 18"        |                    |
| 2.                 | Thymen Arensman        | Ineos Grenadiers           | + 24"              |                    |
| 3.                 | Filippo Zana           | Team Jayco AlUla           | + 2' 34"           |                    |
| 4.                 | Davide Piganzoli       | Team Polti Kometa          | + 9' 46"           |                    |
| 5.                 | Alex Baudin            | Decathlon-AG2R La Mondiale | + 16' 08"          |                    |
| 6.                 | Giovanni Aleotti       | Bora-Hansgrohe             | + 23' 18"          |                    |
| 7.                 | Valentin Paret-Peintre | Decathlon-AG2R La Mondiale | + 28' 32"          |                    |
| 8.                 | Kevin Vermaerke        | Team dsm-firmenich PostNL  | + 53' 20"          |                    |
| 9.                 | Mauri Vansevenant      | Soudal Quick-Step          | + 53' 36"          |                    |
| 10.                | Edoardo Zambanini      | Bahrain Victorious         | + 57' 29"          |                    |

#### Holdkonkurrencen
| Holdkonkurrence | Holdkonkurrence               | Holdkonkurrence | Holdkonkurrence |
| Hold            | Hold                          | Tid             |                 |
| --------------- | ----------------------------- | --------------- | --------------- |
| 1.              | Decathlon-AG2R La Mondiale    | 177t 47' 27"    |                 |
| 2.              | Ineos Grenadiers              | + 10' 47"       |                 |
| 3.              | UAE Team Emirates             | + 34' 39"       |                 |
| 4.              | Astana Qazaqstan Team         | + 48' 58"       |                 |
| 5.              | Bora-Hansgrohe                | + 52' 00"       |                 |
| 6.              | Bahrain Victorious            | + 54' 49"       |                 |
| 7.              | VF Group-Bardiani CSF-Faizané | + 1t 09' 05"    |                 |
| 8.              | Team dsm-firmenich PostNL     | + 1t 11' 12"    |                 |
| 9.              | Movistar Team                 | + 1t 13' 10"    |                 |
| 10.             | Soudal Quick-Step             | + 1t 32' 37"    |                 |